# Perizoma simulata
Perizoma simulata är en fjärilsart som beskrevs av Alfred Ernest Wileman 1911. Perizoma simulata ingår i släktet Perizoma och familjen mätare. Inga underarter finns listade i Catalogue of Life.